# Mega Bomberman
Mega Bomberman es un videojuego de Bomberman. Fue originalmente lanzado en 1993 como Bomberman '94 para la PC-Engine (la versión japonesa de la TurboGrafx-16) solo en Japón. Luego fue convertido para Mega Drive en 1994 con una versión que sí fue publicada en región PAL.
El juego posee un modo de un jugador y multijugador. En el modo un jugador, el jugador atraviesa varias fases laberínticas, destruyendo criaturas con bombas. En el modo multijugador, los jugadores tratan de derrotar a sus adversarios con bombas.
La versión de Mega Drive tuvo algunas diferencias, como menos opciones en el modo multijugador y diferentes músicas.
La versión original del juego fue relanzada para la Consola Virtual, pero solamente los japoneses tuvieron acceso al juego hasta 2009. Fuera de Japón, su predecesor, Bomberman '93, fue lanzada en su lugar. La versión de la TurboGrafx-16 fue lanzada para los norteamericanos que tenían acceso a la Consola Virtual como un juego importado el 23 de marzo de 2009.
La versión de la TurboGrafx-16 fue lanzada en la PlayStation Network Japonesa el 15 de julio de 2009 para la PlayStation 3 y la PlayStation Portable.
Bomberman '94 fue el último título HuCard en ser realizado y lanzado por Hudson Soft, los diseñadores originales de la PC Engine.

## Historia
Los habitantes del Planeta Bomber vivían en paz, protegidos por 5 espíritus, hasta que el malvado Bagular y su ejército de robots lo invadieron. Las imágenes de los espíritus, la fuente de los poderes mágicos de los espíritus fueron destruidos, partiendo al Planeta Bomberman en 5 partes. Bomberman llega para restaurar las imágenes de los espíritus y reunir todas las partes del Planeta Bomber.

## Jugabilidad
El juego está dividido en 6 áreas: una jungla, un área volcánica, un mar, un castillo de horror, un área polar y la guarida de Bagula en un asteroide. En la versión de la TurboGrafx-16 (Bomberman '94), la máxima cantidad de jugadores es de 5 jugadores en el modo batalla. En Mega Bomberman, el máximo número de jugadores se redujo a 4. Este es el primer juego en la serie que usa el diseño moderno del Bomberman Blanco. Bomberman '94 marca el debut de los Louies en la serie. También fue el primer juego en establecer diferentes personajes, como una Bomber femenino, un Bomber niño y Max. La Bomber mujer y el Bomber niño eran tan solo "pieles", mientras que Max era el resultado de poner una de las "pieles" al "Jugador 2" (Bomberman Negro).

## Versión por Factor 5
Antes de que el proyecto fuera a ser un port de Bomberman '94 para Mega Drive, Hudson habló a Factor 5 para que cree lo que sería el primer juego de Bomberman para la consola, bajo el nombre Mega Bomberman. Como una prueba, Factor 5 presentó una demostración técnica que permitía a ocho jugadores jugar y luchar al mismo tiempo usando dos adaptadores Sega Team Player. Hudson se quedó impresionado con el trabajo, pero al final, lo reconsideraron y dieron el proyecto a Westone, los creadores de la serie Wonder Boy, y les dijeron que hagan una conversión directa del Bomberman '94 para Mega Drive, para ser publicada por Sega.